# Рога Токиёси
Рога Токиёси (яп. 狼雅 外喜義, настоящее имя — Амартувшин Амарсанаа, или Амыр-санаа; род. 2 марта 1999, Кызыл) — российско-монгольский профессиональный сумоист. Выступает за школу сумо Футагояма.
Дебютировал в профессиональном сумо в сентябре 2018 года. В ноябре 2023 года впервые достиг высшего дивизиона (макуути).

## Биография
Отец — монгол, мать — наполовину тувинка, наполовину русская. Дедушка борца, Валерий Араптан, был чемпионом в национальной тувинской борьбе хуреш. Будущий Рога вырос в Кызыле, в детстве занимался самбо и дзюдо. В 14 лет он переехал в Монголию и в 15 получил монгольское гражданство; по этой причине он первоначально признавался Японской ассоциацией сумо спортсменом из Монголии, хотя сам он в интервью настаивал на том, что считает себя спортсменом из России.
В 2014 году принял участие в кубке Хакухо (соревновании по сумо, проводимом среди школьников по инициативе ёкодзуны Хакухо), занял восьмое место в категории учеников старшей школы и получил рекомендацию от Хакухо поступить в школу Тоттори Дзёхоку — частную старшую школу в городе Тоттори, известную своим клубом сумо. На третьем году обучения в этой школе Рога одержал победу над своим ровесником, монголом Сугаррагчаагийном Бямбасурэном, который впоследствии начал профессиональную карьеру под сиконой Хосёрю Томокацу и достиг больших высот (в июле 2023 года он был повышен до одзэки, второго ранга борцовской иерархии, в последствии был назначен 74-м ёкодзуной ). Рога неоднократно заявлял о намерении сократить разрыв в ранге между ним и Хосёрю.
После окончания школы Рога присоединился к хэя Футагояма и в сентябре 2018 года получил японскую бизнес-визу. Так как он не успел этого сделать до начала сентябрьского турнира Аки басё, он получил статус бандзукэгаи, то есть борца «вне бандзукэ» (ранжирующего списка, публикуемого Японской ассоциацией сумо накануне басё). В ноябре 2018 года дебютировал в маэдзумо, соревновании среди новичков без рангов.
Сикона борца (боевой псевдоним) состоит из двух иероглифов, обозначающих «волк» (狼) и «благородство» (雅). Второй частью сиконы первоначально было слово «Тикара» (力), что значит «сила», но в марте 2022 года Рога сменил эту часть сиконы на «Токиёси» в честь Токиёси Исиуры, который возглавлял старшую школу «Тоттори Дзёхоку» и ее сумоистский клуб.

## Карьера в сумо
Первые два своих турнира, в шестом и пятом дивизионах профессионального сумо (дзёнокути и дзёнидан), Рога выиграл с идеальной статистикой 7-0. В последний день турнира в дивизионе дзёнидан он имел одинаковый счёт с Тэрунофудзи, ранее бывшим одзэки, который из-за травм и частых пропусков турниров был понижен до пятого дивизона. В решающем финальном поединке (кэттэй-сэн) Рога победил Тэрунофудзи и завоевал чемпионский титул.
В мае 2019 года выступил со счётом 5-2 в четвёртом дивизионе (сандаммэ) и, хотя и не достиг чемпионского титула, перешёл в третий дивизион — макусита. Рога долго не мог подняться выше третьего дивизиона, несмотря на относительно неплохие результаты. В марте 2020 года он впервые зафиксировал макэкоси (счёт с преобладанием поражений над победами) — 2-5. В январе 2021 года Рога имел реальный шанс подняться во второй дивизион (дзюрё), он занимал позицию второго борца дивизиона макусита, но снова допустил макэкоси (3-4). Лишь по итогам сентябрьского турнира 2022 года, занимая позицию первого борца макусита и показав счёт 4-3, он поднялся во второй дивизион. Рога стал первым сэкитори (то есть борцом одного из двух высших дивизонов) из Футагояма-бэя с момента её основания в 2018 году, а также первым с 2012 года новым сэкитори из России (после Амуру Мицухиро, который завершил карьеру в 2018 году).
В дзюрё Рога провёл шесть турниров подряд, с ноября 2022 по сентябрь 2023 года. За это время он ни разу не допустил макэкоси (преобладания поражений). В сентябре 2023 года, находясь в ранге дзюрё #1, выступил со счётом 8-7 и впервые поднялся в высший дивизион профессионального сумо — макуути, заняв в бандзукэ позицию шестнадцатого маэгасиры востока. Рога стал первым российским дебютантом дивизиона макуути с 2014 года (после всё того же Амуру). Первый турнир в высшей лиге был для Роги неудачным — он показал результат 5-10 и снова опустился в дивизион дзюрё. В январе 2024 года он вновь заслужил право выступать в макуути и был поставлен на позицию пятнадцатого маэгасиры.
На турнире Нагоя басё в июле 2024 года Рога впервые в высшей лиге зафиксировал катикоси (преобладание побед над поражениями), показав статистику 9-6, и был к сентябрьскому турниру поставлен на позицию маэгасиры #10. На следующем турнире (сентябрь 2024) зафиксировал катикоси (8-7) во второй раз подряд и был снова повышен, заняв позицию маэгасиры #8.
Из-за травмы Роге не удалось полноценно выступить на январском турнире Хацу басё 2025 года. После четырех пропущенных турнирных дней Рога все же предпринял попытку вернуться к участию в турнире, однако потерпел два поражения подряд, после чего был вынужден сняться до конца соревнования. Этот турнир стал первым, пропущенным Рогой. Пропуск турнира привел к тому, что борец опустился вновь во второй дивизион дзюрё. На турнире в дзюрё в марте 2025 года занял второе место, заслужив возвращение в дивизион макуути.

## Результаты выступлений
| Год в сумо | Январь Хацу басё, Токио           | Март Хару басё, Осака             | Май Нацу басё, Токио     | Июль Нагоя басё, Нагоя   | Сентябрь Аки басё, Токио | Ноябрь Кюсю басё, Фукуока  |
| --- | --------------------------------- | --------------------------------- | ------------------------ | ------------------------ | ------------------------ | -------------------------- |
| 2018 | x                                 | x                                 | x                        | x                        | x                        | (Маэдзумо)                 |
| 2019 | Дзёнокути #23 востока 7–0 Чемпион | Дзёнидан #15 запада 7–0–P Чемпион | Сандаммэ #22 востока 5–2 | Макусита #57 запада 5–2  | Макусита #43 запада 5–2  | Макусита #28 востока 5–2   |
| 2020 | Макусита #17 востока 5–2          | Макусита #8 востока 2–5           | Отмена басё 0–0–15       | Макусита #16 запада 2–5  | Макусита #30 запада 6–1  | Макусита #12 запада 6–1    |
| 2021 | Макусита #2 запада 3–4            | Макусита #6 востока 4–3           | Макусита #3 востока 2–5  | Макусита #10 запада 4–3  | Макусита #6 запада 3–4   | Макусита #13 востока 5–2   |
| 2022 | Макусита #7 востока 3–4           | Макусита #12 востока 6–1          | Макусита #4 востока 4–3  | Макусита #2 востока 4–3  | Макусита #1 запада 4–3   | Дзюрё #13 запада 9–6       |
| 2023 | Дзюрё #9 востока 9–6              | Дзюрё #5 востока 8–7              | Дзюрё #4 запада 9–6      | Дзюрё #2 востока 8–7     | Дзюрё #1 востока 8–7     | Маэгасира #16 востока 5–10 |
| 2024 | Дзюрё #3 востока 9–6              | Маэгасира #15 запада 7–8          | Маэгасира #15 запада 7–8 | Маэгасира #15 запада 9–6 | Маэгасира #10 запада 8–7 | Маэгасира #8 востока 7–8   |
| 2025 | Маэгасира #8 востока 0–3–12       | Дзюрё #3 востока 11–4             | Маэгасира #14 запада 9–6 | Маэгасира #10 запада 7–8 | Ещё не состоялся         | Ещё не состоялся           |
| Результат приведен как победил-проиграл-снялся Победа Малый кубок Отставка Не выступал в макуути Специальные призы: Д=За боевой дух (Канто-сё); В=За выдающееся выступление (Сюкун-сё); Т=За техническое совершество (Гино-сё) Ещё показаны: ★=Кимбоси; P=Участие в дополнительном финале Лиги: Макуути — Дзюрё — Макусита — Сандаммэ — Дзёнидан — Дзёнокути Ранги макуути: Ёкодзуна — Одзэки — Сэкивакэ — Комусуби — Маэгасира |                                   |                                   |                          |                          |                          |                            |